# Fissidens diaphanodontus
Fissidens diaphanodontus är en bladmossart som beskrevs av Bizot in Bizot och Tamás Pócs 1979 [1980. Fissidens diaphanodontus ingår i släktet fickmossor, och familjen Fissidentaceae. Inga underarter finns listade i Catalogue of Life.